# Niger Airlines
Niger Airlines era a transportadora de bandeira nigerana com sede em Niamei e baseada no Aeroporto Internacional Diori Hamani. 

## História
A companhia aérea foi fundada em 2012 e iniciou seus serviços em 2014 para substituir a extinta Air Niger.   Ele iniciou serviços com operações domésticas conectando assentamentos de mineração, bem como voos de peregrinação.  Em novembro de 2022, a Niger Airlines foi temporariamente suspensa pelas autoridades nigerinas, devido a alegando preocupações de segurança.  Desde dezembro de 2023, a companhia aérea utiliza uma aeronave ATR-72 (5T-CSD) para seus voos.

## Destinos
A Niger Airlines atualmente ele opera os seguintes destinos domésticos:  

## Frota

### Frota atual
Em novembro de 2022, a frota da Niger Airlines era composta pelas seguintes aeronaves: 
| Aeronave  | Em serviço | Pedidos | Passageiros | Notas                 |
| --------- | ---------- | ------- | ----------- | --------------------- |
| Fokker 50 | 1          | —       | 48          | atualmente armazenado |
| Total     | 1          | —       |             |                       |

### Frota aposentada
A Niger Airlines também ele operava anteriormente os seguintes tipos de aeronaves: 
| Aeronave       | Frota | Introduzido | Aposentado | Notas                        |
| -------------- | ----- | ----------- | ---------- | ---------------------------- |
| Boeing 737-200 | 1     | 2014        | 2015       | alugado da Al-Naser Airlines |